# شی‌هالک: وکیل دادگستری
شی‌هالک: وکیل دادگستری (انگلیسی: She-Hulk: Attorney at Law) مینی‌سریال تلویزیونی آمریکایی است که به‌دست جسیکا گائو برای سرویس استریم دیزنی پلاس ساخته شده‌است. این مجموعه بر اساس شخصیت به همین نام از مارول کامیکس ساخته شده‌است. این هشتمین مجموعهٔ تلویزیونی در دنیای سینمایی مارول که از طریق مارول استودیوز تولید شده‌است و داستانش با فیلم‌های این فرنچایز مرتبط است. این مجموعه به جنیفر والترز — وکیلی متخصص در پرونده‌های مربوط به ابرانسان‌ها — می‌پردازد که به ابرقهرمان سبزرنگ یعنی شی-هالک تبدیل می‌شود. گائو سرپرست نویسندگان و کت کویرو سرپرست تیم کارگردانی این مجموعه است.
تاتیانا ماسلانی نقش جنیفر والترز / شی-هالک را ایفا می‌کند و سایر بازیگران مجموعه جمیله جمیل، جینجر گونزاگا، مارک رافلو، جاش سگارا، جان باس، رنی الیس گولدزبری، تیم راث، بندیکت وانگ، و چارلی کاکس هستند. خبر ساخت این مجموعه در اوت ۲۰۱۹ اعلام شد و گائو در نوامبر همان سال برای ساخت آن استخدام شد. کت کویرو در سپتامبر ۲۰۲۰ برای ساخت بسیاری از قسمت‌های این مجموعه به پروژه ملحق شد و سپس مازلانی برای ایفای نقش اصلی انتخاب شد. در ماه دسامبر، راث و رافلو به جمع بازیگران پیوستند و آنو والیا نیز قرار بود قسمت‌هایی را کارگردانی کند. مراحل فیلم‌برداری از اواسط آوریل ۲۰۲۱ در لس آنجلس و آتلانتا، جورجیا آغاز شد و تا اواخر اوت همان سال به اتمام رسید.
شی‌هالک: وکیل دادگستری در ۱۸ اوت ۲۰۲۲ به نمایش درآمد و تا ۱۳ اکتبر متشکل از ۹ قسمت پخش شد. این آخرین مجموعهٔ تلویزیونی در فاز چهارم دنیای سینمایی مارول است. این مجموعه به‌طور کلی نقدهای مثبتی را دریافت کرده‌است و در زمینهٔ لحن شاد آن تحسین شده‌است اما جلوه‌های سی‌جی‌آی مورد انتقاد قرار گرفت.

## داستان
جنیفر والترز به عنوان یک وکیل مجرد در ۳۰ سالگی زندگی پیچیده‌ای دارد و همچنین تبدیل به ابرقهرمان سبز شی‌هالک می‌شود.

## بازیگران و شخصیت‌ها
- تاتیانا ماسلانی در نقش جنیفر والترز / شی هالک
- جمیله جمیل در نقش مری مک‌فران / تیتانیا
- جینجر گونزاگا در نقش نیکی راموس
- مارک رافلو در نقش بروس بنر
- جاش سگارا در نقش آگوستوس «پوگ» پوگلیزی
- مارک لین-بیکر در نقش موریس والترز: پدر والترز
- تس مالیس کینکید در نقش الین والترز
- تیم راث در نقش امیل بلونسکی / زشت
- مگان دی استالین در نقش نسخه ای تخیلی از خودش که یکی از مشتریان والترز می‌شود. استالیون نیز در نقش رونا ظاهر می‌شود که او را جعل می‌کند.
- بندیکت وانگ در نقش وانگ
- رنی الیس گولدزبری به عنوان کتاب مالوری
- جان باس در نقش تاد فلپس / هالک کینگ
- ریس کویرو در نقش دانی بلیز: شعبده باز و شاگرد سابق هنرهای عرفانی که در قلعه میستیک کار می‌کند. کویرو گفت که کریس انجل و دیوید بلین «نمونه‌های اولیه» بودند که برای الهام بخشیدن به این شخصیت استفاده شدند.
- گریفین متیوز در نقش لوک جاکوبسون: یک طراح مد متخصص در لباس‌های ابرقهرمانی، که کمد لباس جدیدی برای والترز می‌سازد تا زمانی که به شکل She-Hulk خود می‌رود و از آن خارج می‌شود.
- پتی هریسون در نقش لولو: دوست قدیمی والترز از دبیرستان که از او دعوت می‌کند تا در عروسی‌اش ساقدوش شود.
- استیو کولتر در نقش هولدن هالیوی: شریک GLK&H و رئیس والترز.
- چارلی کاکس در نقش مت مرداک / دردویل
- براندون استنلی در نقش یوجین پاتیلیو / قورباغه جهشی: پسر یک مشتری ثروتمند GLK&H که سعی می‌کند با لباسی با مضمون قورباغه تبدیل به یک مبارز جنایی شود.
- درو متیوز در نقش دنیس بوکوفسکی: وکیلی با دفتر دادستان ناحیه لس آنجلس و همکار سابق والترز.

## قسمت‌ها
| شم. | عنوان                                            | کارگردان  | نویسنده                                 | تاریخ پخش اصلی  |
| --- | ------------------------------------------------ | --------- | --------------------------------------- | --------------- |
| ۱ | «مقدار عادی خشم»                                 | Kat Coiro | Jessica Gao                             | ۱۸ اوت ۲۰۲۲     |
| قبل از یک پرونده دادگاه، وکیل جنیفر والترز در مورد یک حادثه چند ماه قبل از آن به بینندگان می‌گوید که در آن او و پسر عمویش بروس بنر در یک تصادف رانندگی بودند. در حالی که والترز تلاش می‌کرد بنر را به محل امنی برساند، با خون او آلوده شد و باعث شد او به هالک تبدیل شود. بنر والترز را به آزمایشگاه مخفی در مکزیک برد، جایی که او را برای کنترل قدرت‌های جدیدش آموزش داد. او بدون زحمت می‌توانست رژیم آموزشی او را اداره کند، اما ایده تبدیل شدن به یک ابرقهرمان تمام وقت را رد کرد. بنر سعی کرد از ترک او جلوگیری کند و آن دو با هم جنگیدند تا اینکه بنر با اکراه آرزوی والترز برای بازگشت به حرفه حقوقی خود را پذیرفت. در دادگاه، والترز توسط اینفلوئنسر فوق‌العاده تایتانیا، که به شدت از دیوار عبور می‌کند، صحبت می‌کند. والترز متحول می‌شود، او را شکست می‌دهد و به حالت عادی بازمی‌گردد تا بحث پایانی خود را بیان کند. |                                                  |           |                                         |                 |
| ۲ | «حقوق ابرانسانی»                                 | Kat Coiro | Jessica Gao                             | ۲۵ اوت ۲۰۲۲     |
| والترز پس از شکست دادن تیتانیا به شهرت عمومی دست می‌یابد و به او لقب «ش-هالک» داده می‌شود. با این حال، پس از اینکه دفاع با موفقیت استدلال کرد که دعوای او با تیتانیا بر هیئت منصفه تأثیر گذاشته‌است، پرونده به عنوان محاکمه محاکمه اعلام شد و او از دفتر دادستان منطقه اخراج شد. والترز که قادر به یافتن کار دیگری نیست، از طرف وکیل مخالف گودمن، لیبر، کورتزبرگ و هالیوی (GLK&H) موقعیتی به او پیشنهاد می‌شود و آن را می‌پذیرد. در روز اول او، شریک GLK&H، هولدن هالیوی، به او اطلاع می‌دهد که می‌خواهد او سرپرست بخش جدید حقوقی ابرانسانی شرکت باشد و به‌عنوان شی-هالک تمام وقت کار کند. اولین پرونده او وکالت امیل بلونسکی / زشت در جلسه آزادی مشروط او است. گرچه در ابتدا به دلیل تلاش قبلی بلونسکی برای کشتن بنر، تمایلی نداشت، والترز تأیید بنر را دریافت کرد و او پرونده را پذیرفت. با این حال، او به زودی متوجه می‌شود که بلونسکی ظاهراً از زندان فرار کرده و در یک باشگاه مبارزه زیرزمینی شرکت کرده‌است. |                                                  |           |                                         |                 |
| ۳ | «مردم علیه امیل بلونسکی»                         | Kat Coiro | Francesca Gailes & Jacqueline J. Gailes | ۱ سپتامبر ۲۰۲۲  |
| والترز با بلونسکی روبه‌رو می‌شود، که توضیح می‌دهد که او توسط جادوگر عالی وانگ از سلولش خارج شده و پس از آن با کمال میل به زندان بازگشته است. در حالی که او تلاش می‌کند با ونگ تماس بگیرد، خبر انتصاب او به عنوان وکیل بلونسکی جنجال عمومی را برانگیخته است. همکار سابق او دنیس بوکوفسکی برای پرونده ای در رابطه با دوست دختر سابقش رونا، یک الف نورانی از نیو آسگارد که با جعل هویت مگان تی استالیون از او کلاهبرداری کرده بود، به بخش حقوق مافوق بشری مراجعه می‌کند، که به همکار والترز، آگوستوس «پاگ» Pugliese منصوب می‌شود. . وونگ با والترز ملاقات می‌کند و موافقت می‌کند که در جلسه استماع آزادی مشروط بلونسکی شهادت دهد، که طی آن بلونسکی توانایی خود را برای حفظ کنترل به عنوان نفرت‌انگیز نشان می‌دهد. در حالی که والترز به پاگ کمک می‌کند تا در پرونده خود پیروز شود، بلونسکی با آزادی مشروط آزاد می‌شود، اما از تغییر مجدد منع می‌شود. والترز پس از شرکت در یک مصاحبه تلویزیونی برای گفتن طرف ماجرا، مورد حمله چهار مرد مسلح به تجهیزات ساختمانی آسگاردی قرار می‌گیرد که توسط مشتری ناشناس استخدام شده بود تا نمونه‌ای از خون او را بدزدند، اگرچه او با آنها مبارزه می‌کند. |                                                  |           |                                         |                 |
| ۴ | «آیا این جادوی واقعی نیست؟»                      | Kat Coiro | Melissa Hunter                          | ۸ سپتامبر ۲۰۲۲  |
| دانی بلیز، شعبده باز قلعه میستیک که به دلیل استفاده غیراخلاقی از قدرتش از قمر تاج اخراج شد، یکی از مخاطبان به نام مدیسین را به بعد دیگری می‌فرستد، جایی که او قبل از انتقال به خانه وونگ با یک شیطان معامله می‌کند. کمر تاج. وونگ به والترز نزدیک می‌شود و برای ساختن نمونه‌ای از بلیز از او کمک می‌خواهد تا افرادی مانند او نتوانند از هنرهای عرفانی سوء استفاده کنند، بنابراین پرونده‌ای قانونی علیه او و مالک قلعه عرفانی، کورنلیوس پی ویلووز تشکیل می‌دهند. در همین حال، والترز به امید گسترش زندگی اجتماعی خود، نمایه ای در یک برنامه دوستیابی ایجاد می‌کند، اما تا زمانی که آن را به نمایه ای برای شی-هالک تغییر دهد، موفقیت چندانی کسب نمی‌کند. بلیز به‌طور تصادفی انبوهی از شیاطین را در یکی از نمایش‌های خود رها می‌کند، اما وانگ و والترز می‌توانند قبل از اینکه بلیز و ویلوز را تهدید کند که دستور توقف و توقف او را انجام دهند، آنها را متوقف کنند. روز بعد، والترز می‌فهمد که تیتانیا آزاد شده‌است و در حال طرح دعوی حقوقی علیه او، با علامت تجاری «ش-هالک» است. |                                                  |           |                                         |                 |
| ۵ | «متوسط، سبز و صاف در این شلوار جین ریخته شده‌است» | Anu Valia | Dana Schwartz                           | ۱۵ سپتامبر ۲۰۲۲ |
| تیتانیا نام "شهالک" را برای خط جدیدی از محصولات زیبایی علامت گذاری کرده‌است که والترز را عصبانی می‌کند. هالیوی به والترز هشدار می‌دهد که باید به سرعت با این وضعیت برخورد کند و کتاب مالوری را به عنوان وکیل خود برای این پرونده تعیین می‌کند. نیکی و پاگ طرحی برای به دست آوردن یک لباس ابرقهرمانی برای والترز از لوک جاکوبسون، یک خیاط بسیار انحصاری که خدمات مخفیانه برای قهرمانان ارائه می‌کند، در نظر می‌گیرند، در حالی که کتاب و والترز از تیتانیا شکایت می‌کند و ادعا می‌کند که او به‌طور غیرقانونی از شهرت شی هالک برای این کار سوء استفاده می‌کند. سود. والترز از اینکه می‌فهمد تاد، یکی از قرارهای ناموفق او، مشتری شرکت او نیز هست، آزرده خاطر می‌شود، اما این به او کمک می‌کند تا متوجه شود که می‌تواند از سابقه برنامه دوستیابی خود برای ثبت سابقه قبلی از هویت خود به عنوان شی-هالک قبل از تلاش تیتانیا استفاده کند. برای به دست آوردن علامت تجاری والترز با استفاده از شهادت‌های قرارهای گذشته‌اش، در این پرونده پیروز می‌شود و دوستی آزمایشی با بوک برقرار می‌کند. والترز بعداً لباس‌های سفارشی جدید خود را از جیکوبسون خریداری کرد. |                                                  |           |                                         |                 |
| ۶ | «فقط جن»                                         | Anu Valia | Kara Brown                              | ۲۲ سپتامبر ۲۰۲۲ |
| والترز در عروسی دوست قدیمی خود لولو دعوت می‌شود تا ساقدوش عروس شود. با این حال، وقتی او می‌رسد، از اینکه می‌بیند لولو می‌خواهد او را به عنوان خودش معرفی کند، ناامید می‌شود، نه او هالک، و او را با وظایف متعدد قبل از عروسی زین می‌کند. تیتانیا نیز در آنجا حضور دارد که در حال قرار ملاقات با یکی از دامادهای لولو است. والترز با جاش میلر، دوست داماد پیوند می‌زند، اما تیتانیا به او حمله می‌کند. پس از یک مبارزه کوتاه، تیتانیا خراب می‌شود و طوفان می‌کند. در همین حال، بوک و نیکی بر روی یک پرونده طلاق برای یک ابرانسان به نام "آقای جاودانه کار می‌کنند، که بارها مرگ خود را جعل کرده‌است تا از چندین ازدواج خارج شود. با تشدید این مشکل، هشت نفر از همسران قبلی او پس از اطلاع از راز او از طریق یک ویدیوی آنلاین که قدرت‌های او را توسط وب سایتی به نام "Intelligencia" درز کرده بود، علیه او شکایت کردند. پس از حل این پرونده، بوک و نیکی چندین تهدید به مرگ متوجه She-Hulk در صفحه پیام Intelligencia' می‌شوند که توسط فردی به نام "HulkKing" نگهداری می‌شود. در جاهای دیگر، دانشمندانی که برای "HulkKing" کار می‌کنند، از والترز جاسوسی می‌کنند و قصد دارند یک نمونه خون را از او بدزدند. |                                                  |           |                                         |                 |
| ۷ | «عقب‌نشینی»                                       | Anu Valia | Zeb Wells                               | ۲۹ سپتامبر ۲۰۲۲ |
| والترز قرارهای متعددی با جاش می‌رود، اما او ناپدید می‌شود و بعد از اینکه با هم می‌خوابند، ظاهراً او را ارواح می‌کند. در حالی که منتظر پیامی از او بود، از افسر آزادی مشروط بلونسکی، چاک دونلان، تماسی دریافت کرد، که به او اطلاع می‌دهد که بازدارنده‌ای که بلونسکی را از تبدیل شدن به انزجار بازمی‌دارد شکسته‌است و او از او می‌خواهد که او را تا استراحتگاه مراقبه بلونسکی همراهی کند تا او را بررسی کند. هنگامی که افسر خارج می‌شود، مرد-بوفالویی و الگوئلا به‌طور تصادفی ماشین او را نابود می‌کنند و او را مجبور می‌کنند تا آنجا بماند تا بتوان آن را بکسل کرد. علیرغم این عقب‌نشینی که فاقد اینترنت و پوشش تلفن همراه است، والترز همچنان عصبی منتظر پاسخ جاش است. او در یک جلسه گروه درمانی شرکت می‌کند. از خدمه Wrecking، جایی که او متقاعد می‌شود که اطلاعات تماس جاش را حذف کند و احساسات خود را نسبت به او رها کند. فاش می‌شود که سه روز قبل، جاش مخفیانه گوشی جن را شبیه‌سازی کرده و پس از خوابیدن با او، از طرف "هالک کینگ" نمونه ای از خون او را دزدیده‌است. |                                                  |           |                                         |                 |
| ۸ | «دنده و پاره کردن آن»                            | Kat Coiro | Cody Ziglar                             | ۶ اکتبر ۲۰۲۲    |
| والترز پرونده جدیدی را به نمایندگی از یوجین پاتیلیو / لیپ قورباغه آغاز می‌کند که می‌خواهد از جاکوبسون به دلیل دادن یک لباس ابری معیوب به او شکایت کند. جیکوبسون توسط مت مرداک در دادگاه نمایندگی می‌شود و به دلیل اینکه پاتیلیو سهواً فاش می‌کند که از دستورالعمل‌های جیکوبسون برای استفاده از کت و شلوار اطاعت نکرده‌است، برنده پرونده می‌شود. پس از آن، پاتیلیو با والترز تماس می‌گیرد و از یک مهاجم ناشناس کمک می‌خواهد. والترز از راه می‌رسد و با مهاجمی که او متوجه می‌شود مرداک به عنوان شخصیت ابرقهرمان او دردویل است، مبارزه می‌کند. مرداک به والترز فاش می‌کند که پاتیلیو جیکوبسون را ربوده‌است و هر دو با هم کار می‌کنند تا او را قبل از خواب با هم نجات دهند. روز بعد، والترز در مراسم جشن جوایز حقوق کالیفرنیای جنوبی شرکت می‌کند، جایی که جایزه وکیل زن سال را می‌پذیرد (به همراه چند نفر دیگر)، اما جشن با پخش برنامه Intelligencia قطع می‌شود که با نمایش فیلمی از والترز، شهرت والترز را لکه دار می‌کند. تخت با میلر والترز شروع به داد و بیداد می‌کند، صحنه گالا را نابود می‌کند و سعی می‌کند یکی از اعضای Intelligencia را دستگیر کند، اما مأموران وزارت کنترل خسارت (DODC) او را دستگیر کردند. |                                                  |           |                                         |                 |
| ۹ | «این نمایش مال کیه؟»                             | Kat Coiro | Jessica Gao                             | ۱۳ اکتبر ۲۰۲۲   |
| پس از دستگیری، والترز آزاد می‌شود، اما مجبور می‌شود برای جلوگیری از تغییر شکل او، یک بازدارنده بپوشد، در حالی که شغل خود را در GLK&H از دست می‌دهد. او پس از ناکامی در جمع‌آوری اطلاعات در مورد Intelligencia و هالک کینگ تصمیم می‌گیرد برای دریافت مشاوره به محل سکونت بلونسکی برود. نیکی با موفقیت دعوتی از هالک کینگ برای پیوستن به یک گردهمایی خصوصی دریافت می‌کند و از پاگ می‌خواهد که در رویداد نفوذ کند. پاگ در این گردهمایی که در خلوتگاه بلونسکی نیز برگزار می‌شود، شرکت می‌کند و متوجه می‌شود که فلپس هالک کینگ است. والترز به عقب‌نشینی می‌رسد و به‌طور تصادفی به گردهمایی می‌رسد، در حالی که با بلونسکی در شکل افتضاح خود نیز مواجه می‌شود. والترز با فلپس مواجه می‌شود که به خود ماده ای حاوی خون او تزریق می‌کند و خود را به هالک تبدیل می‌کند. دعوا شروع می‌شود، زیرا تیتانیا و بنر نیز به‌طور غیرمنتظره ای به آن ملحق می‌شوند. والترز ناامید دیوار چهارم را می‌شکند و با نویسندگان نمایش روبرو می‌شود. او سپس با K.E.V.I.N.، روباتی که ادعا می‌کند مسئول تمام تصمیمات داستانی دنیای سینمایی مارول است، ملاقات می‌کند. والترز خواستار K.E.V.I.N. برای بازنویسی نقطه اوج اپیزود، که با اکراه با آن موافق است. پس از بازگشت به نمایش، فلپس و بلونسکی دستگیر می‌شوند. والترز به خانه برمی گردد تا با خانواده اش جشن بگیرد و مرداک و بنر و همچنین پسر دومی، اسکار به او پیوستند. چند وقت بعد، والترز پس از به دست آوردن شغل خود، در دادگاه خود علیه فلپس شرکت می‌کند. در یک صحنه متوسط، وانگ به بلونسکی کمک می‌کند تا به کامار تاج فرار کند. |                                                  |           |                                         |                 |

## بازخورد
| - درصد بررسی‌های مثبت ردیابی‌شده توسط راتن تومیتوز | |
|                                                  | به‌دلیل برخی مشکلات فنی، نمودارها موقتاً قابل مشاهده نیستند. اطلاعات بیشتر پیرامون این مشکل در فابریکاتور و وبگاه مدیاویکی در دسترس است. |

وبگاه نقد و بررسی راتن تومیتوز بر اساس نظر ۵۸۰ منتقد، امتیاز ۷۲٪ با نمرهٔ ۷٫۶۰/۱۰ را به این مجموعه داده‌است. اجماع منتقدان این وبگاه می‌گوید: «یا او در حال مبارزه با آدم‌های بد، دفاع از یک کارفرما، یا مدیریت زندگی اجتماعی آشفته خود باشد، شی‌هالک: وکیل دادگستری از هیئت وکلا برای تماشای سریالی شایسته عبور می‌کند.» این فیلم در متاکریتیک، که از میانگین وزنی استفاده می‌کند، بر اساس نظر ۲۶ منتقد امتیاز ۶۷ از ۱۰۰ را کسب کرده که نشان‌گر «نقدهای به‌طور کلی مطلوب» است.
واکنش‌ها به سی‌جی‌آی مجموعه متفاوت بود؛ برخی از منتقدان عقیده داشتند که نسبت به آنچه در تریلرها نشان داده شده بود بهبود یافته، در حالی که برخی دیگر آن را گیج‌کننده و ورود به دره وهمی نامیدند. برخی از آن انتقاد کردند، اما معتقد بودند که چیزی از مجموعه کم نمی‌کند.
قبل از پخش اولین قسمت، این مجموعه در آی‌ام‌دی‌بی مشابه پروژه‌های اخیر دنیای سینمایی مارول از جمله خانم مارول و جاودانگان نظرات منفی بسیاری دریافت کرد. بیشتر نظرات یا ۱۰ ستاره یا ۱ ستاره بود.

## آینده
کوین فایگی در نوامبر ۲۰۱۹ اعلام کرد که شی‌هالک پس از معرفی در این مینی‌سریال، در فیلم‌های آیندۀ دنیای سینمایی حضور خواهد داشت.